# Nathalie Dechy
Nathalie Dechy (født 21. februar 1979 i Les Abymes, Guadeloupe) er en professionel tennisspiller fra Frankrig.
Hun har vundet tre grand slamtitler i double, nemlig US Open 2006 sammen med Vera Zvonareva, French Open 2007 mixed double sammen med Andy Ram og US Open 2007 sammen med Dinara Safina. Det længste, hun er nået i single, var da hun nåede semifinalerne i Australian Open 2005, hvor hun kun var to points fra finalen, men hun tabte til Lindsay Davenport.
Ved Wimbledon 2008 mødte hun verdens nummer 1 og regerende French Open-vinder. Hun tog det første sæt og havde endda nmatchbod i andet sæt, men endte med at tabe 6-7, 7-6, 10-8